# Lidia Kupczyńska-Jankowiak
Lidia Kupczyńska-Jankowiak (ur. 1949 we Wrocławiu) – polska artystka zajmująca się ceramiką artystyczną i użytkową oraz wzornictwem, profesorka związana z Akademią Sztuk Pięknych im. Eugeniusza Gepperta we Wrocławiu.

## Życiorys
W 1973 r. ukończyła studia ceramiczne w Państwowej Wyższej Szkole Sztuk Plastycznych we Wrocławiu, dyplom realizując w pracowni ceramiki prof. Haliny Olech oraz w zakresie malarstwa w pracowni prof. Eugeniusza Gepperta.
Prof. Lidia Kupczyńska-Jankowiak zaraz po studiach związała się z macierzystą uczelnią, w 1975 r. zostając wykładowczynią – początkowo była asystentką w pracowni malarstwa i rysunku doc. Zofii Artymowskiej, a po semestrze w pracowni ceramicznej Haliny Olech. Od 1993 kierowała Pracownią Projektowania Ceramiki Użytkowej na Wydziale Ceramiki i Szkła. W latach 1993–1999 pełniła funkcję prorektorki ds. dydaktyczno-wychowawczych. Od roku 2000 była kierowniczką studiów podyplomowych, a od 2001 r. kierowniczką Dwustopniowych Wyższych Artystycznych Studiów Projektowania Ceramiki i Szkła. Od 1994 r. profesorka nadzwyczajna ASP we Wrocławiu w Katedrze Ceramiki, w 1998 r. uzyskała tytuł naukowy profesora sztuk plastycznych. W latach 2005–2008 pełniła funkcję prodziekany Wydziału Ceramiki i Szkła ASP we Wrocławiu.
W pracy dydaktycznej kładła nacisk zarówno na projektowanie, jak i na warsztat ceramiczny, wraz z grupami studenckimi wyjeżdżała na plenery w Polsce, Turcji, Łotwie czy Portugalii.
Jej syn jest architektem, mieszka w Londynie.

## Twórczość
W jej twórczości wyróżniają się unikatowe formy ceramiczne, które kształtowane są przez artystkę jako obiekty architektoniczne, dzięki czemu mają one także charakter użytkowy. Artystka dynamicznie zabudowuje nimi przestrzeń, „wprowadzając rytmiczne uskoki, żłobiny i zapadliska”. W ostatnich latach jej twórczość charakteryzowała się coraz większą ascetycznością i skomplikowaniem wnętrza formy ceramicznej.
W latach 1993–1994 realizowała cykl prac pt. Rytmy, a w latach 1996–1997 powstawały jej Formy tektoniczne.
Swoje prace wystawiała m.in. we Włoszech, Hiszpanii, Francji, Japonii, na Łotwie czy w Turcji.

### Wystawy indywidualne
- 1973 – wystawa indywidualna, Galeria „Kalambur”, Wrocław,
- 1990 – wystawa indywidualna, Galeria DESA Wrocław,
- 1993 – Galeria ‘Na odwachu’
- 1995 – Lapidarium, Oborniki Śląskie,
- 1996 – Postrzeganie przestrzeni, TVP Wrocław[2][8][7][10],
- 2013 – Dialog z architekturą, Muzeum Architektury we Wrocławiu[1][3],
- 2019 – Zmienność Formy, wystawa retrospektywna, galeria Neon, ASP we Wrocławiu[7][11].

### Wystawy zbiorowe
- 1974, 1975 – „Międzynarodowy Przegląd Odzieży”, Liberec,
- 1975 – „Kolekcja odzieży sportowej”, Londyn,
- 1977, 1978, 1979, 1981, 1983 – „Konkurs Ceramiki Artystycznej”, Faenza, Włochy,
- 1970 – Międzynarodowa Wystawa Ceramiki Artystycznej „Tworzywo ceramiczne w sztuce współczesnej”, Sopot,
- 1979, 1981, 1983, 1985, 1987 – Biennale Ceramiki Polskiej, Wałbrzych,
- 1980 – Wystawa Ceramiki, Wiedeń,
- 1985 – Wystawa Ceramiki Polskiej, Vallauris, Francja,
- 1988 – Międzynarodowa Wystawa Ceramiki Cevider – FIAM '88, Walencja, Hiszpania[2]
- 1991 – V Międzynarodowe Triennale Ceramiki, Sopot,
- 1992, 1993 – Konkurs „Concurso Internationale Designe Industrial Cevider”', Walencja, Hiszpania
- 1992 – wystawa „Ceramika polska XX w.”, Muzeum Narodowe we Wrocławiu,
- 1992 – wystawa „International Ceramics Competition 92”, Mino, Japonia,
- 1993 – Międzynarodowa Wystawa Ceramiki Unikatowej Szwecja-Polska,
- 1994 – wystawa „Projektanci Ceramiki Użytkowej”, Hiszpania
- 1995 – wystawa Środowiska Naturalnego, Reims, Francja
- 1995 – wystawa ekologiczna Człowiek – Sztuka – Środowisko, Wrocław, Opole,
- 1995 – wystawa „Szkoła Plastyczna we Wrocławiu – Tradycja i Teraźniejszość”, Braunschweig, Halle,
- 1996 – „Wystawa BWA”, Ludwigschaffen, Niemcy
- 1998 – wystawa „Ceramika nieznana”, Opatówek – Wrocław – Poznań,
- 2000 – „Ornamenta Silesiae – 100 lat rzemiosła artystycznego na ziemiach śląskich”, Muzeum Narodowe we Wrocławiu,
- 2002 – II Międzynarodowe Sympozjum „Eskisehir Terra Cotta”, Eskişehir, Turcja,
- 2003 – Międzynarodowe Sympozjum Ceramiczne „Dialog”, Zvārtava, Łotwa
- 2004 – wystawa zbiorowa Ceramika i szkło polskie XX wieku, Muzeum Narodowe we Wrocławiu,
- 2005 – Międzynarodowe Sympozjum Ceramiczne „Dialog”, Zvārtava, Łotwa
- 2005 – Wystawa zbiorowa ASP, Ryga, Łotwa,
- 2005 – Międzynarodowe Warsztaty Ceramiczne Artystów Wschodniej Europy (organizowane przez UNESCO), Deruta, Włochy[8][9][12],
- 2006 – Galeria EL, Elbląg,
- 2006 – ZPAP, Gdańsk[10],
- 2010 – 10-lecie współpracy pedagogów Centrum Ceramiki UNESCO, Strasburg,
- 2012 – wystawa po plenerze ceramiczno-rzeźbiarskim w Bolesławcu, Wrocław
- 2012 – Galeria Artystów Plastyków, Ryga,
- 2012 – Światło i Materia, Muzeum Karkonoskie w Jeleniej Górze[7],
- 2014 – Wnętrza Kobiet, Dolnośląska Sieć Wzornictwa Przemysłowego, „Wroclove Festiwal” na Dworcu Głównym PKP we Wrocławiu, galeria ASP we Wrocławiu, Legnicki Park Technologicznym (uczestniczki: Agata Danielak-Kujda, Magdalena Garncarz, Magdalena Kacprzak-Gagatek, Lidia Kupczyńska-Jankowiak, Agnieszka Leśniak-Banasiak, Beata Mak-Sobota, Karina Marusińska, Patrycja Mastej, Marta Płonka, Bożena Sacharczuk, Dominika Sobolewska, Urszula Smaza-Gralak, kurator: Mieczysław Piróg)[5],
- 2015 – TransDesign – partnerstwo transgraniczne, dialog twórczych postaw, w ramach Programu Sztuk Wizualnych – Wrocław Europejska Stolica Kultury 2016, Galeria Regionalna „Lázné”, Liberec[5].

### Prace w kolekcjach
Prace prof. Kupczyńskiej-Jankowiak znajdują się w kolekcjach: Muzeum Narodowego we Wrocławiu, Muzeum Okręgowego w Wałbrzychu, Muzeum Akademii Sztuk Pięknych we Wrocławiu i w Muzeum w Poznaniu. Można je także oglądać w Muzeum Ceramiki w Mizunami w Japonii i w Zwartawie na Łotwie.

## Nagrody i wyróżnienia
- 1985 – I Nagroda na IV Biennale Ceramiki Polskiej, Wałbrzych,
- 1989 – Nagroda Indywidualna International Ceramics Festival 89, Mino[10],
- 2006 – Medal Akademii Sztuk Pięknych im. E. Gepperta we Wrocławiu,
- 2011 – Odznaka Honorowa Zasłużony dla Kultury Polskiej[8][13].

## Publikacje
- Lidia Kupczyńska-Jankowiak, [Moja Akademia], w: CiSz. 70 lat obecności Ceramiki i Szkła na wrocławskiej Akademii Sztuk Pięknych. Historia, red. K. Pawlak, Wrocław 2018, s. 140–145.

## Galeria
Lidia Kupczyńska-Jankowiak, wystawa „Zmienność formy”, 06–29.12.2019, Wrocław. Fot. A. Zdybel-Zawadzka

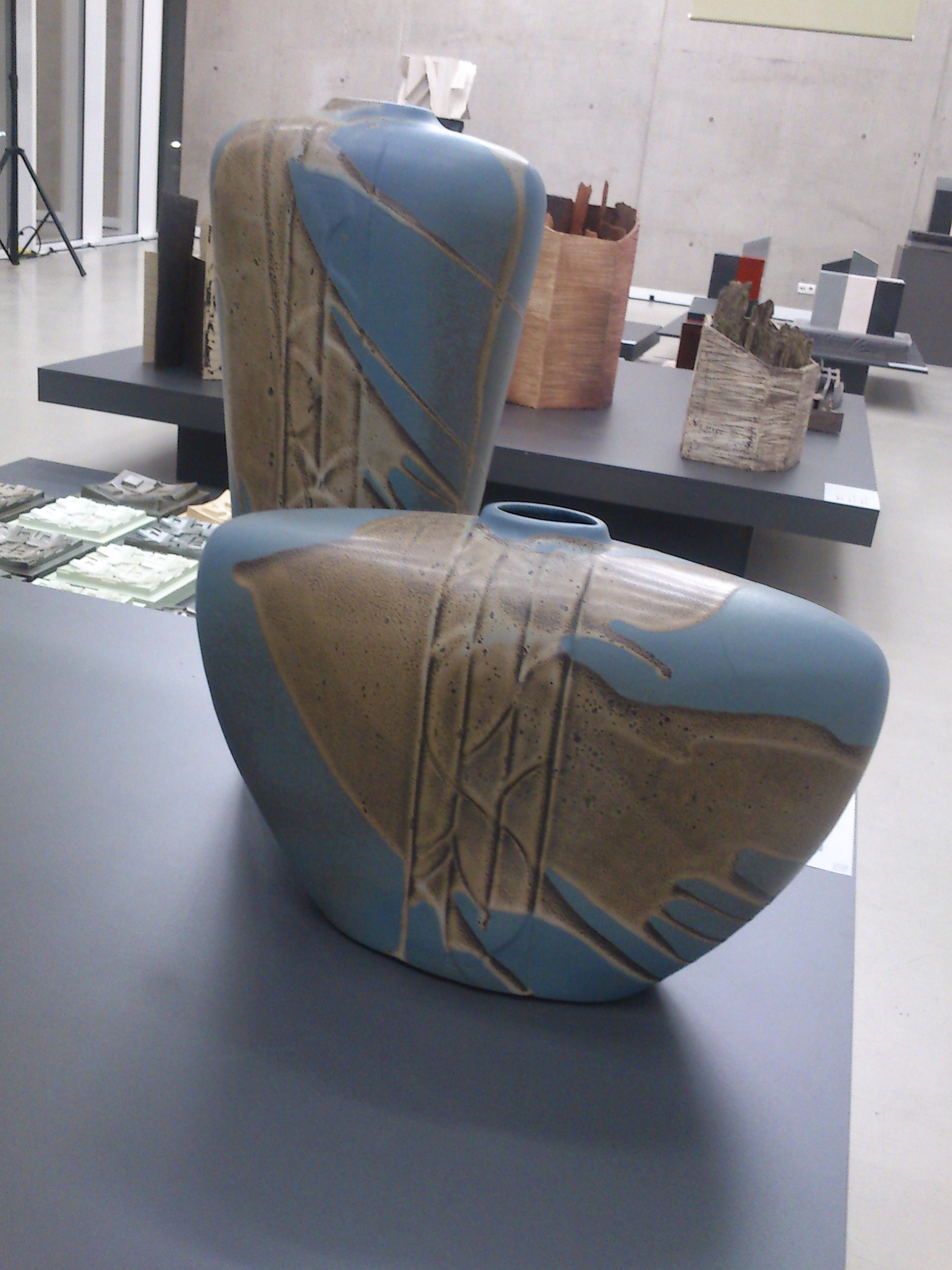
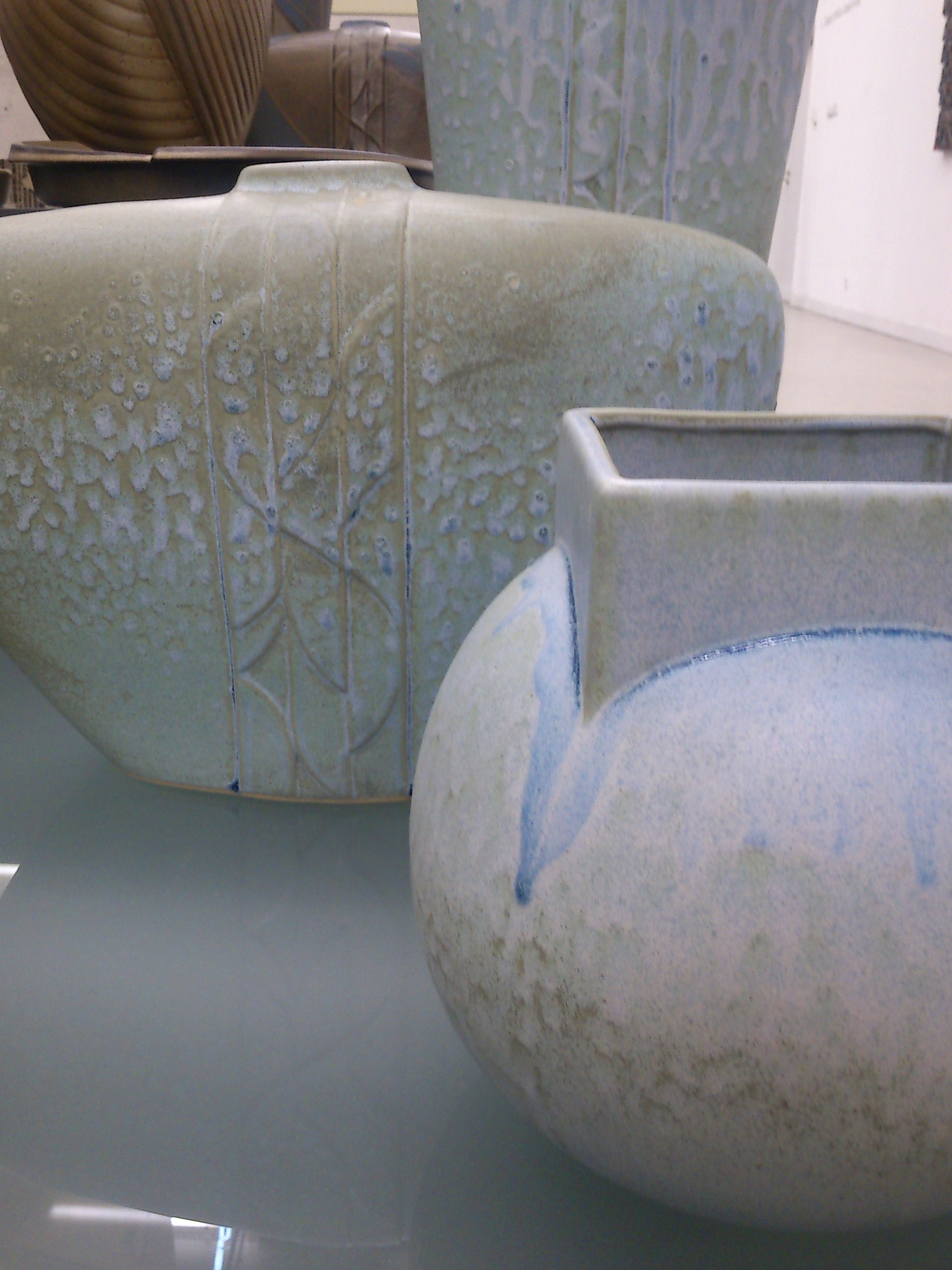
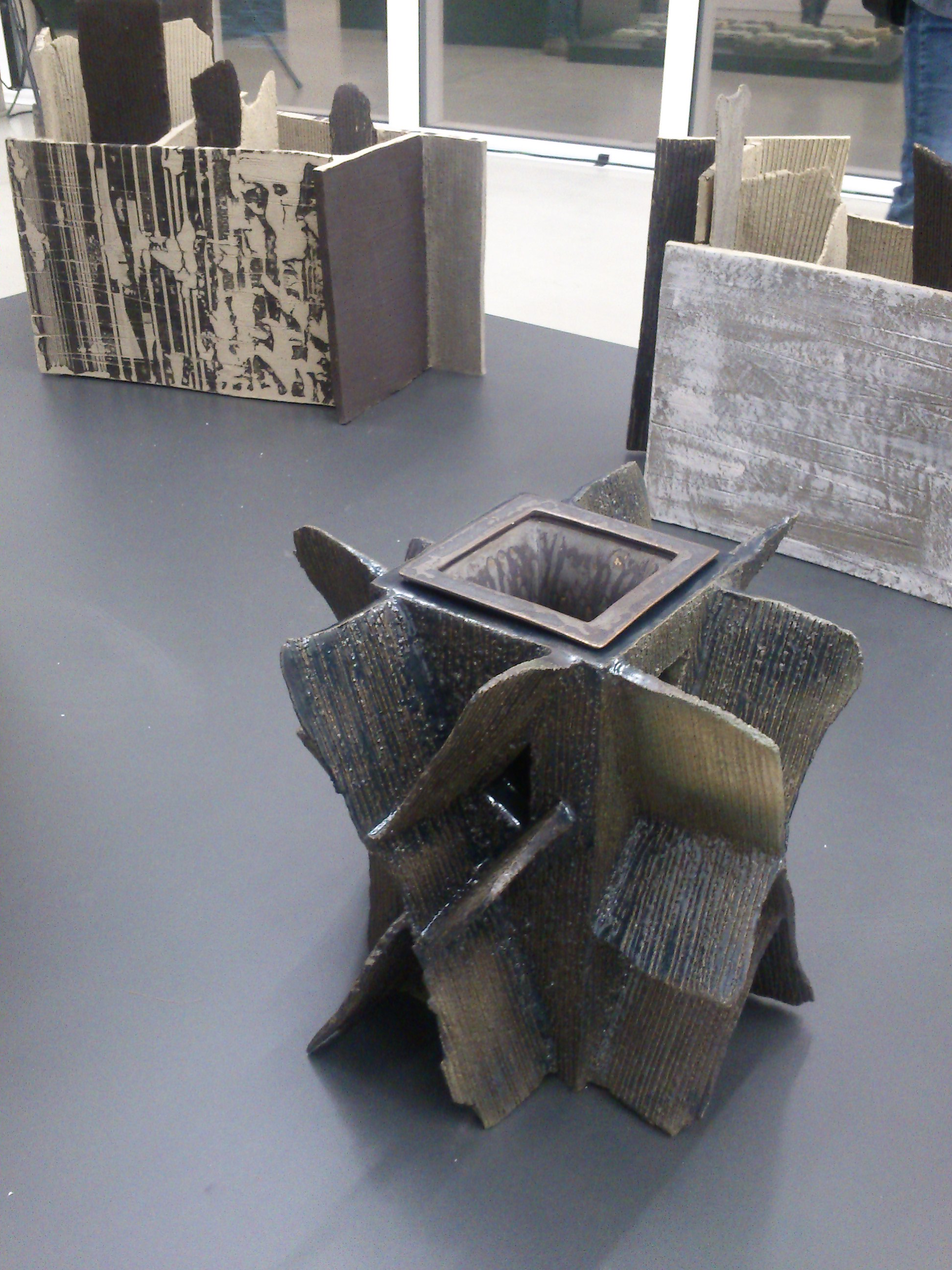
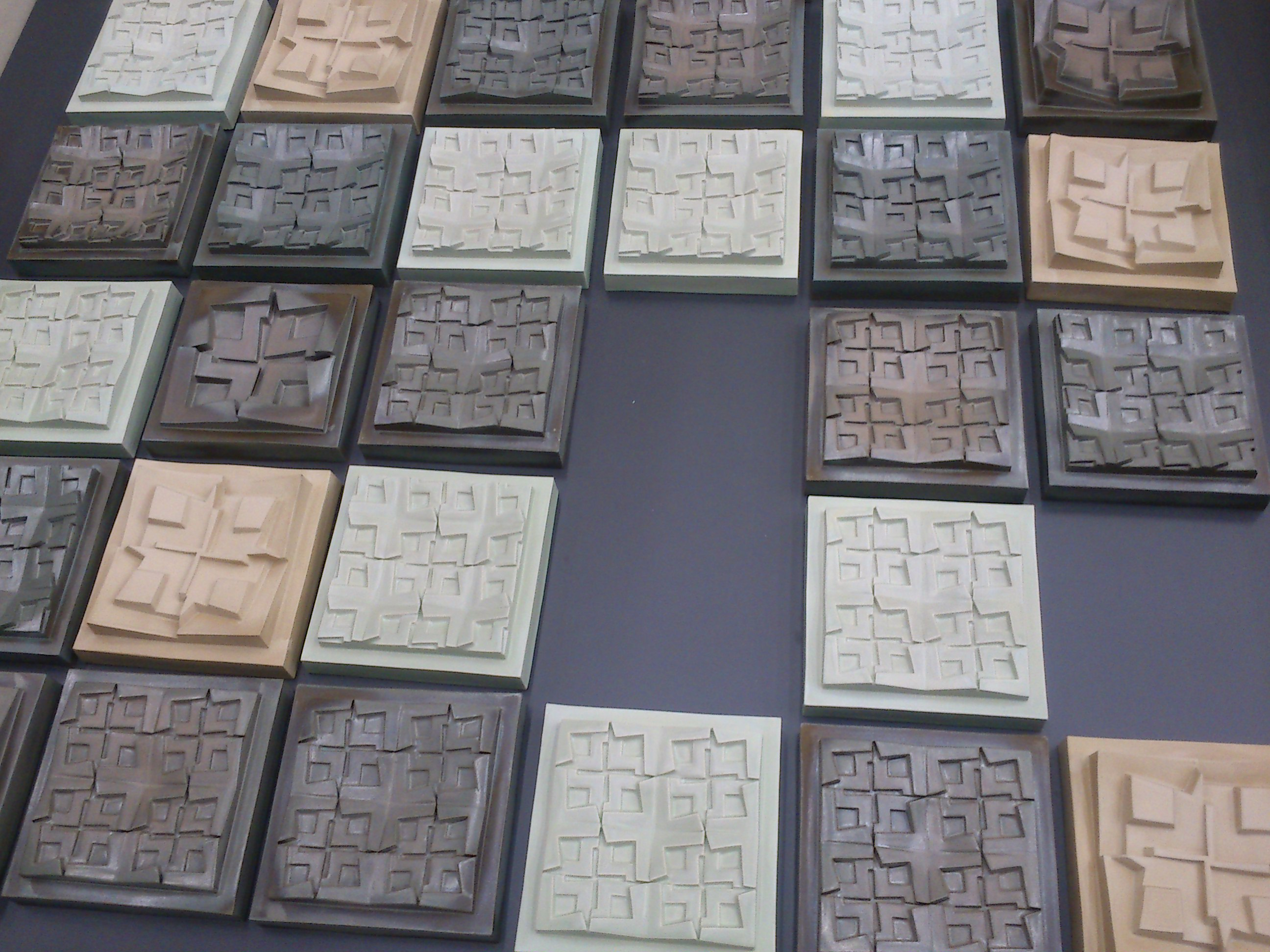
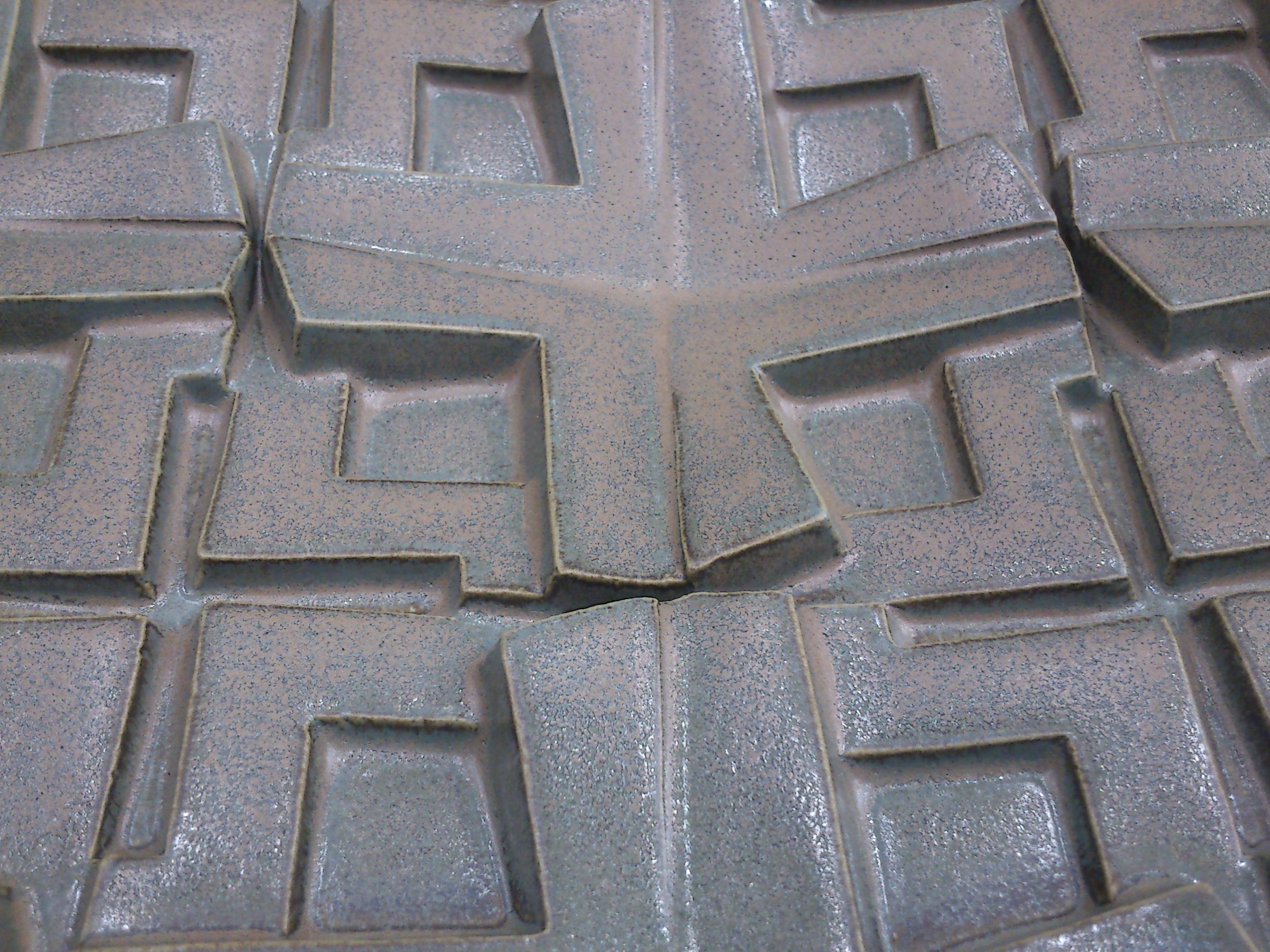
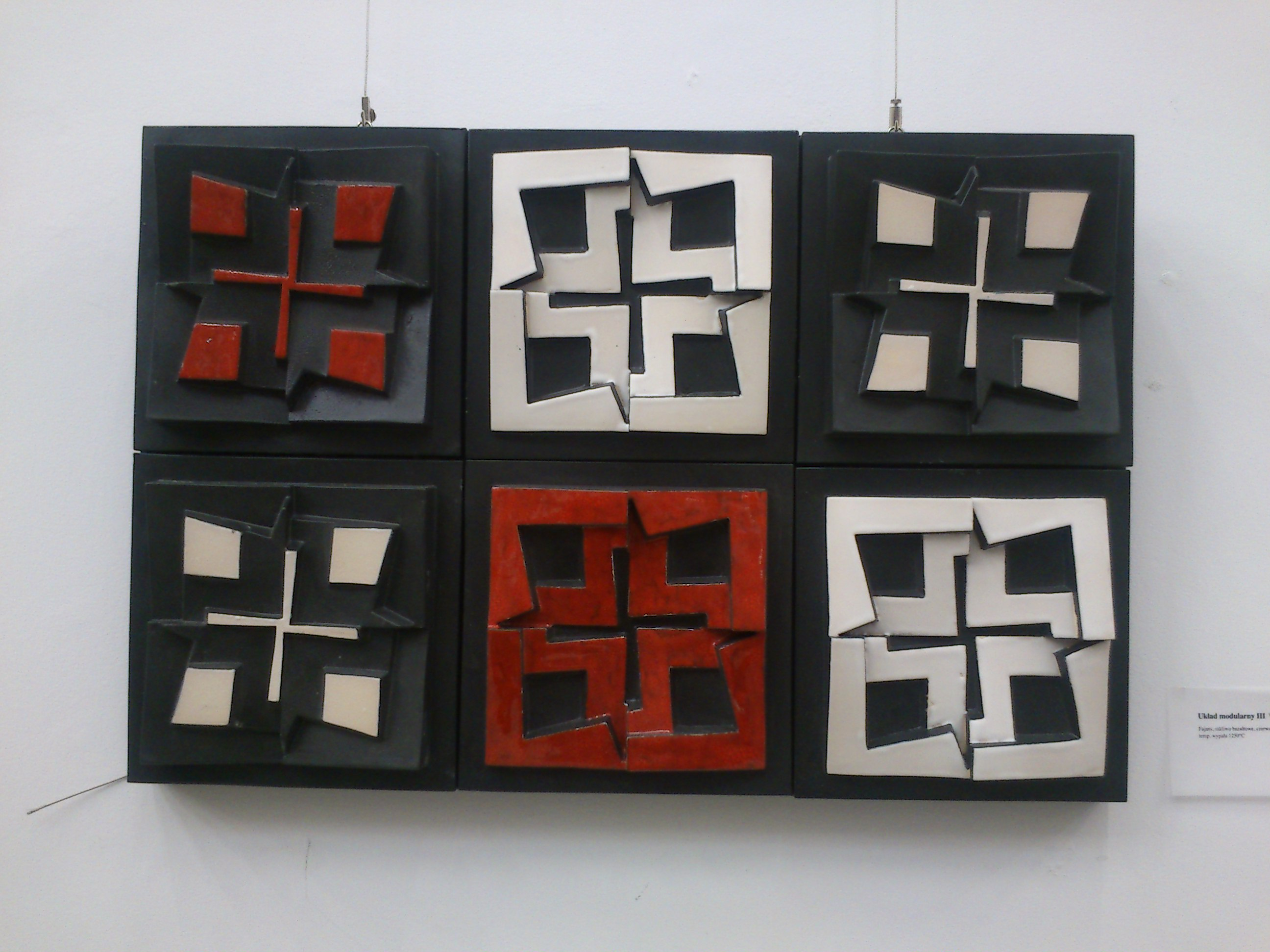
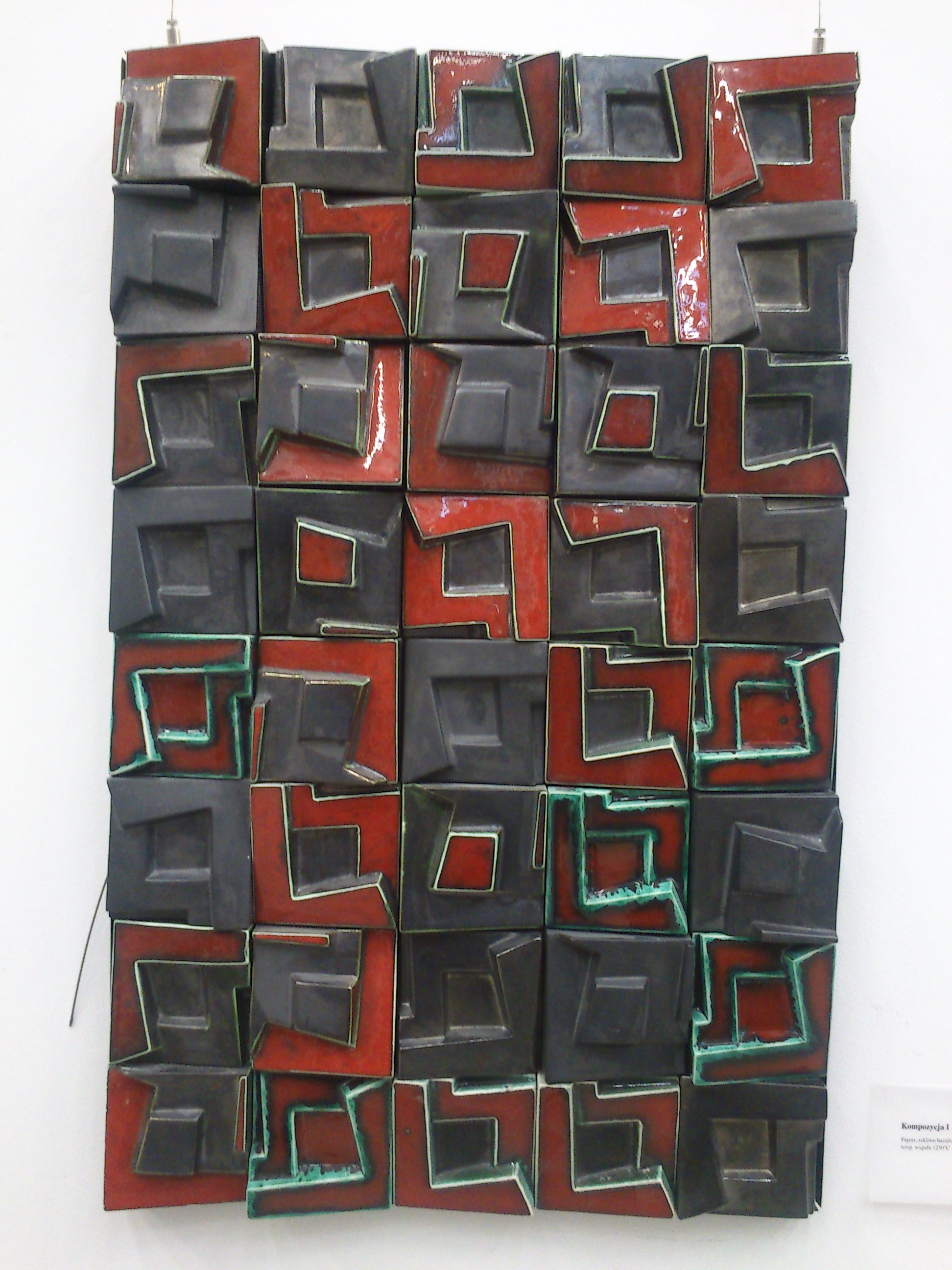
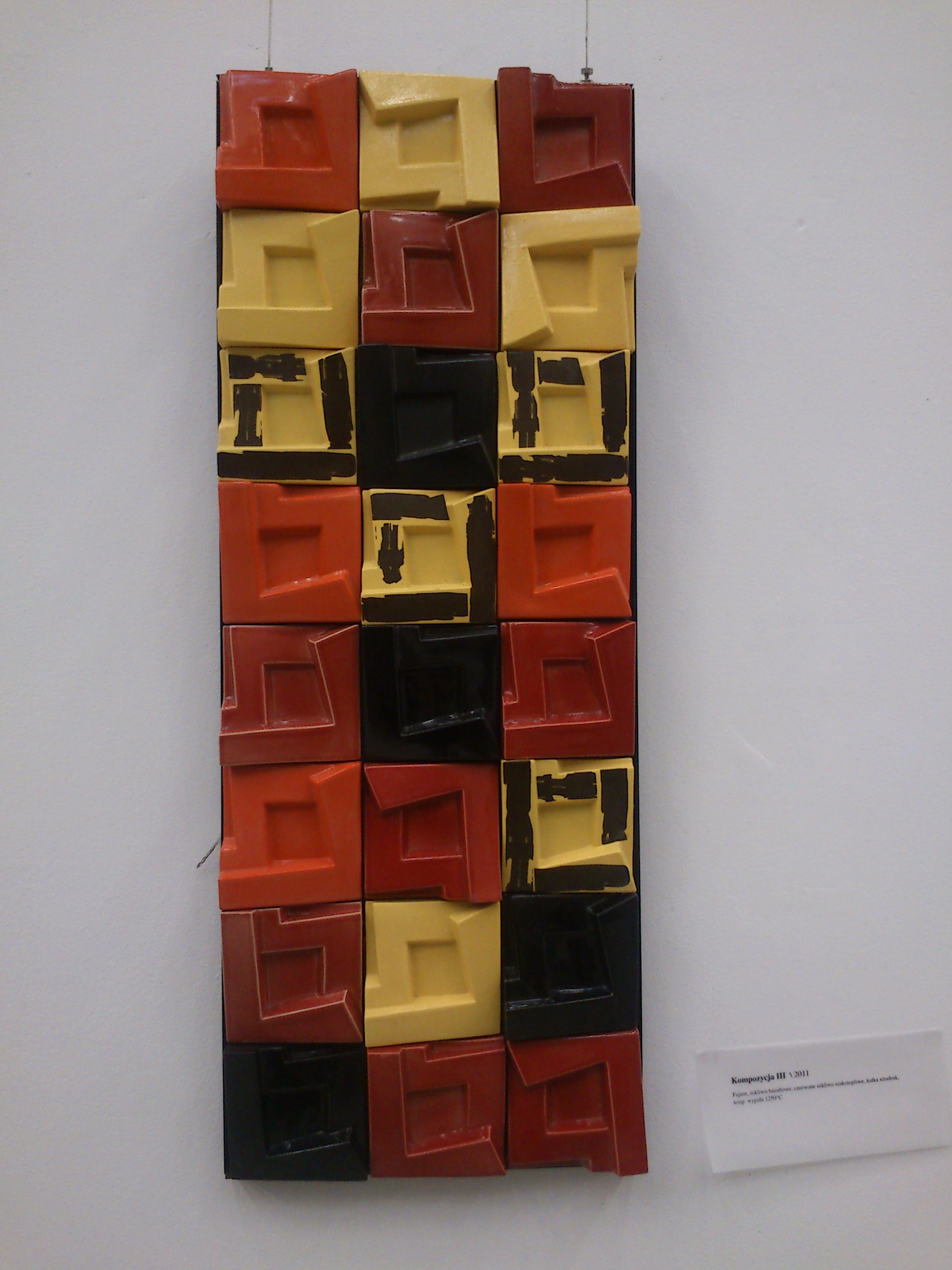
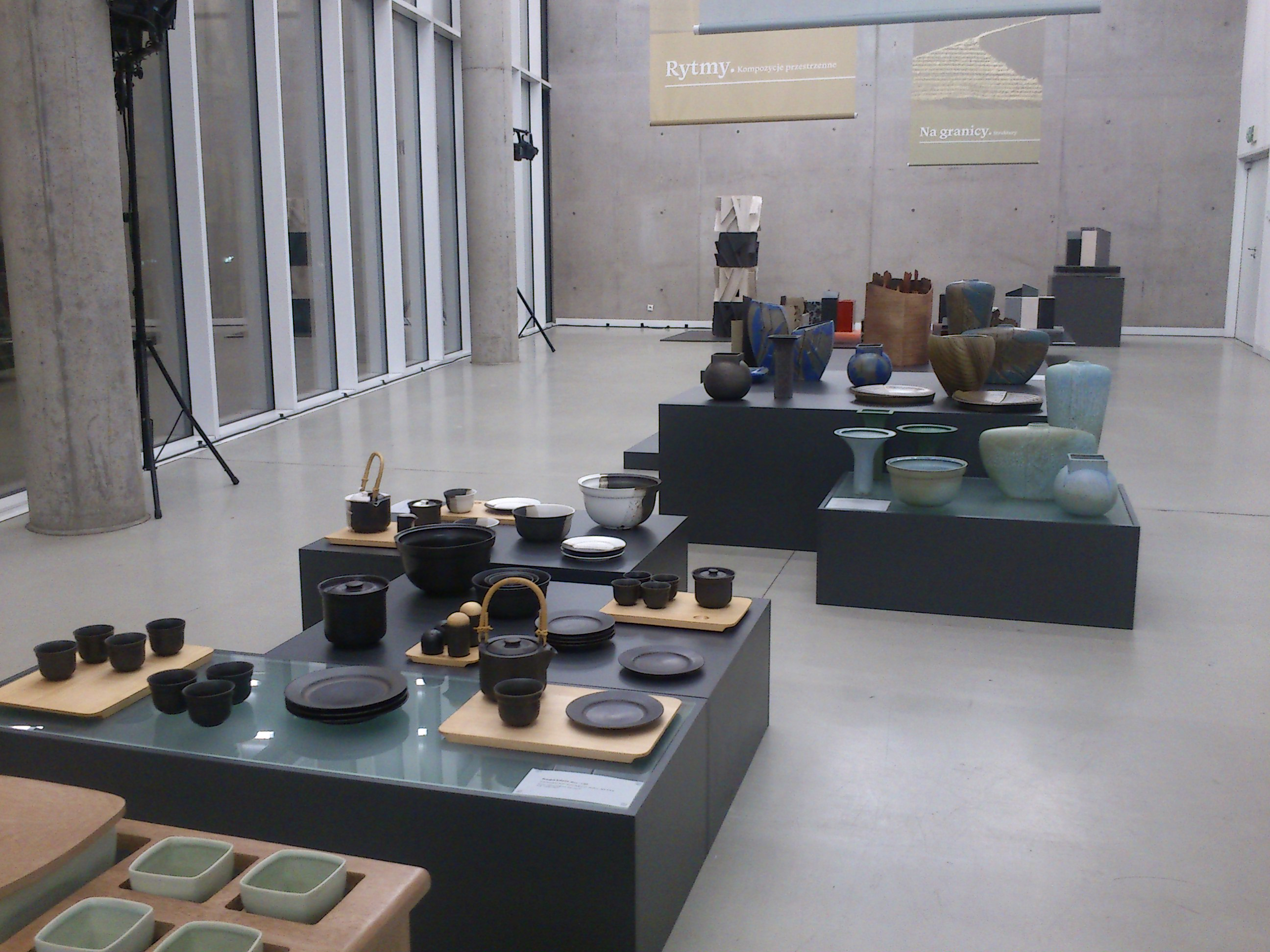
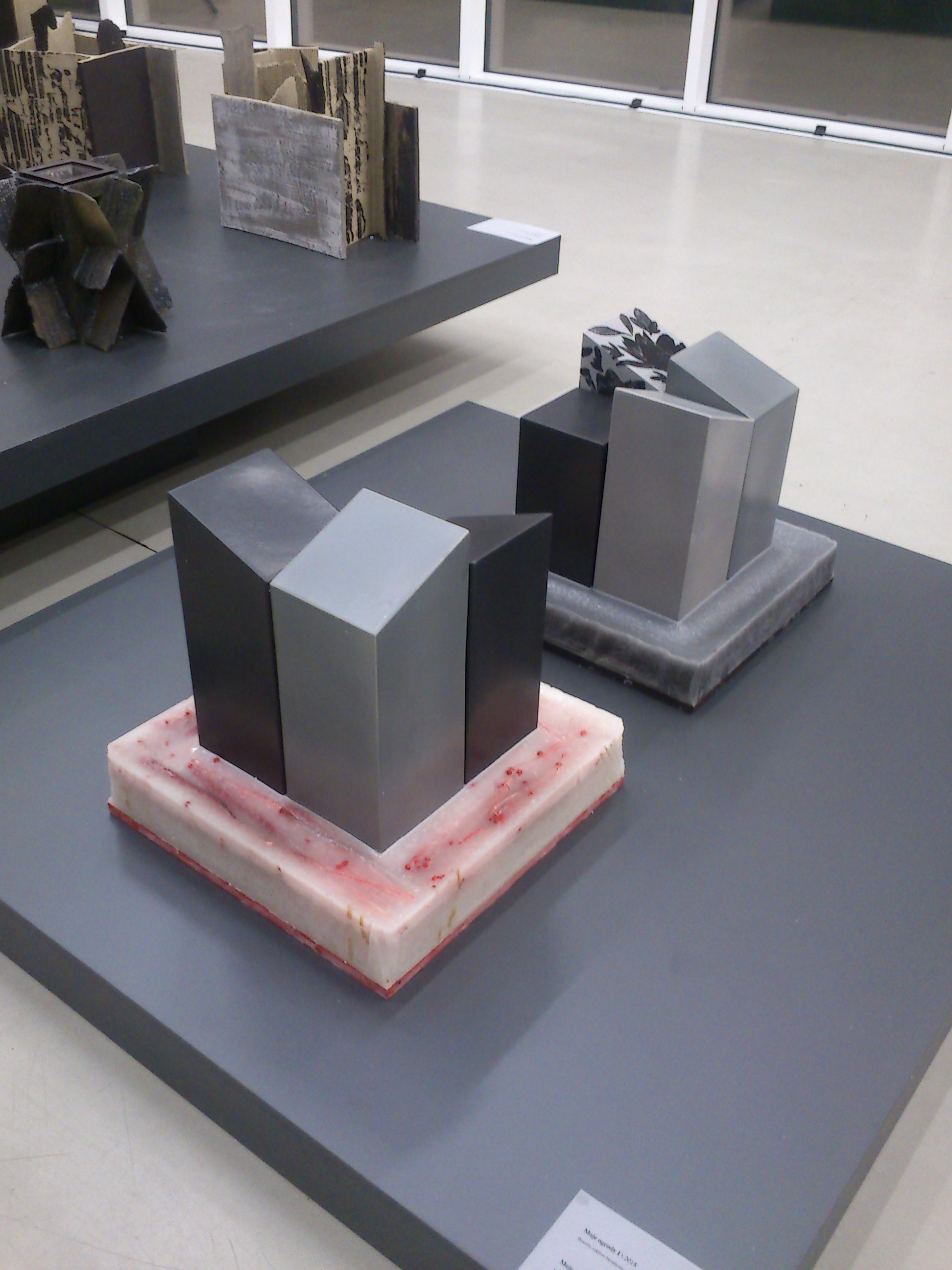
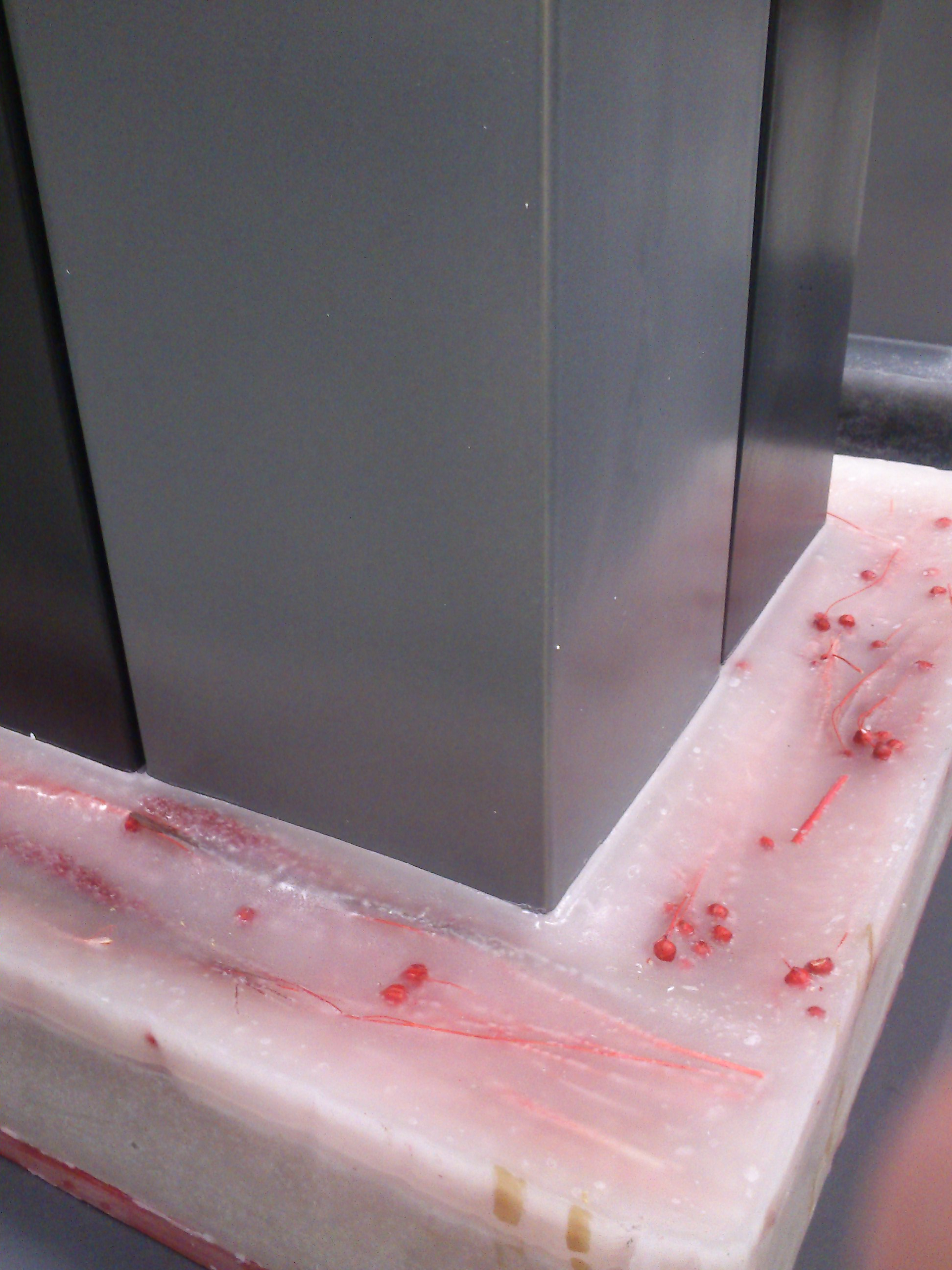
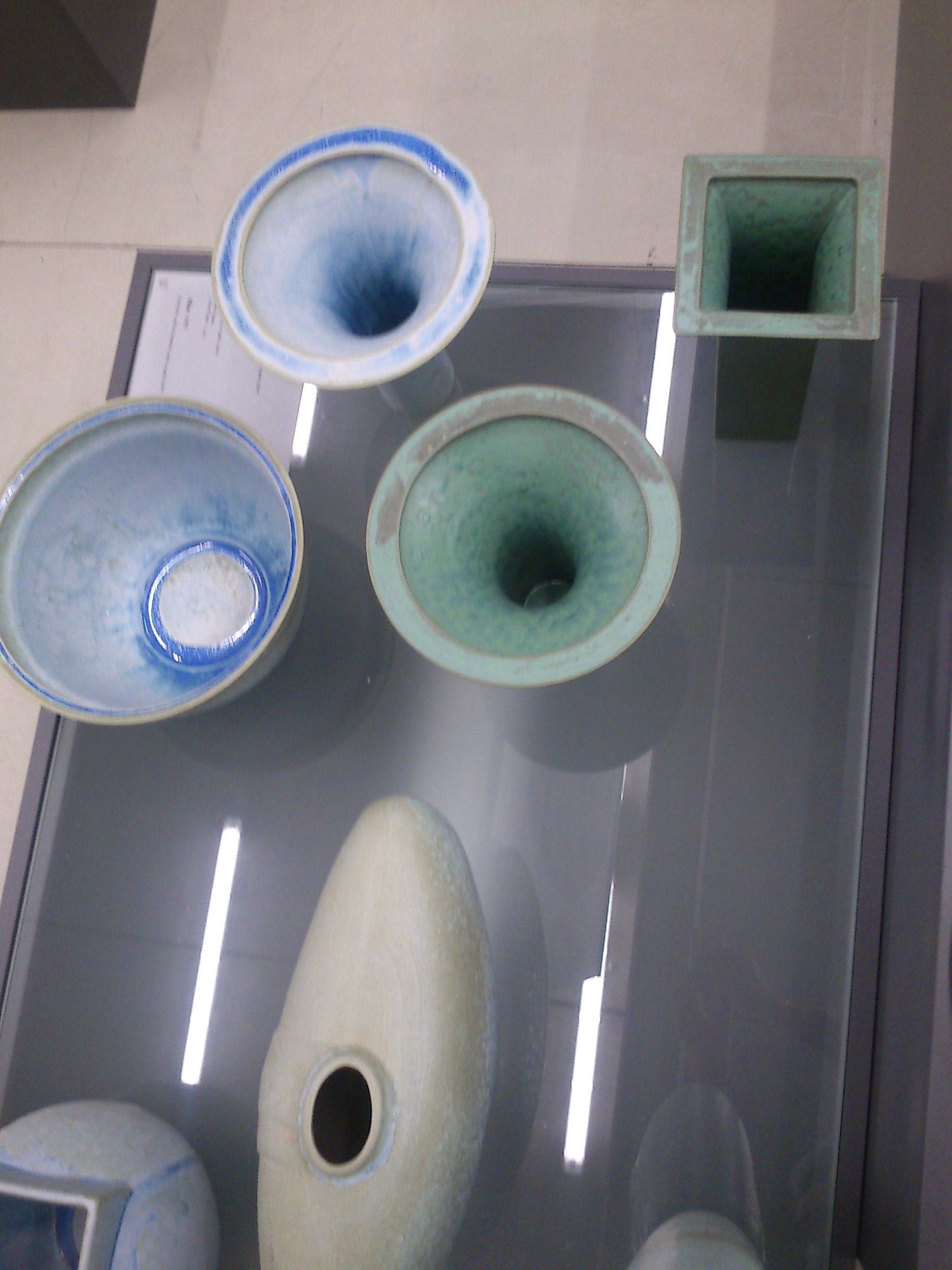
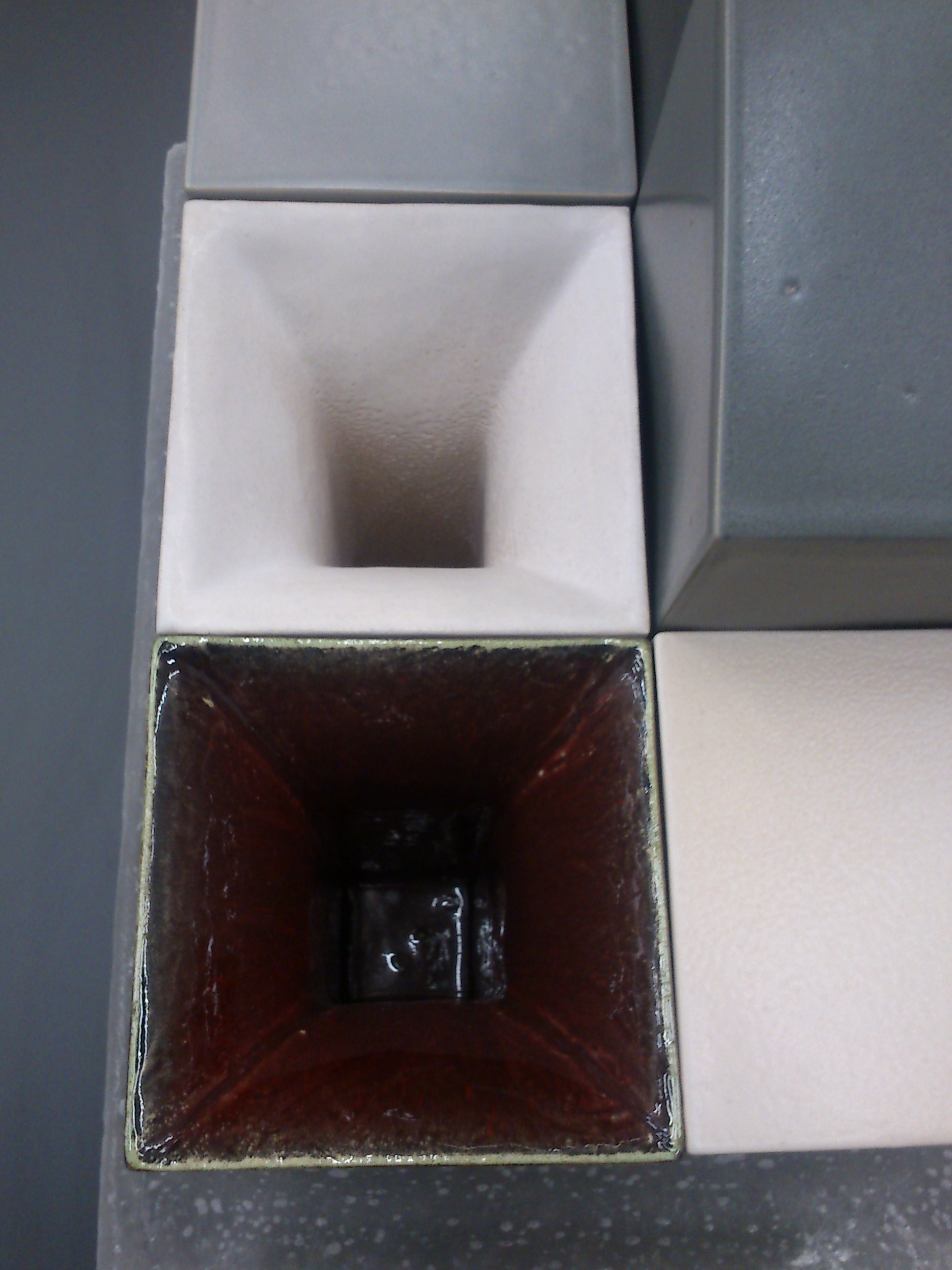
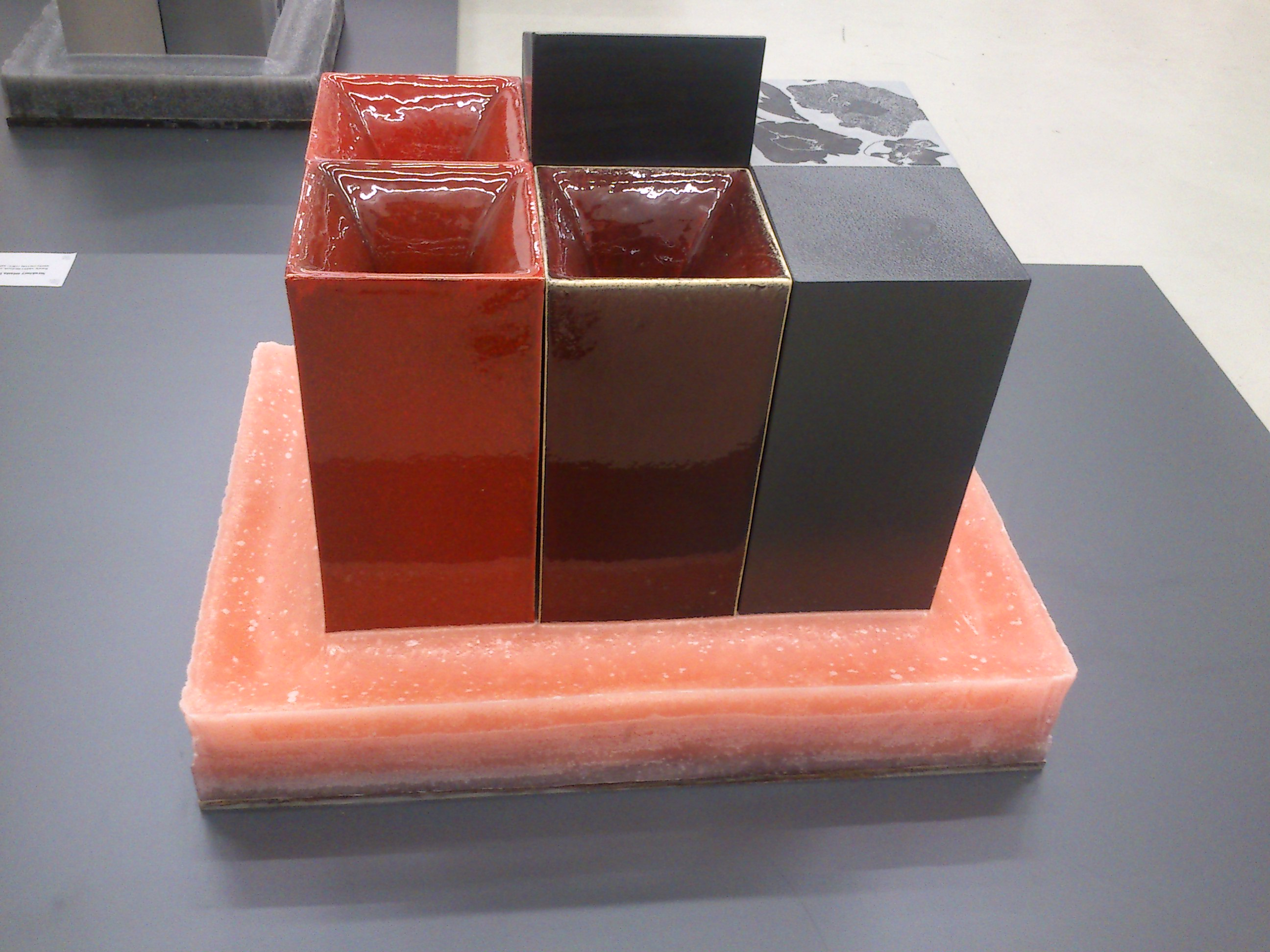
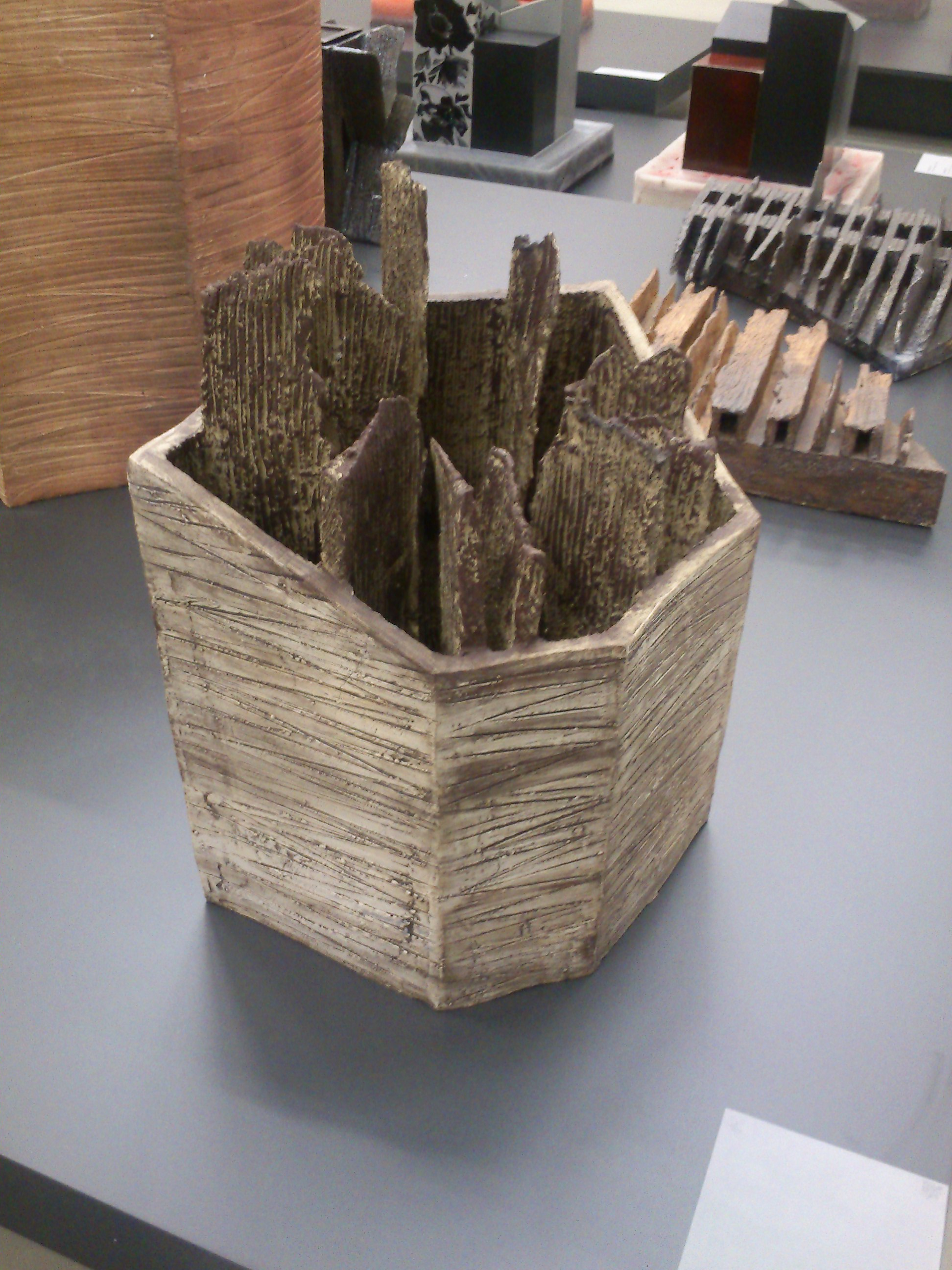
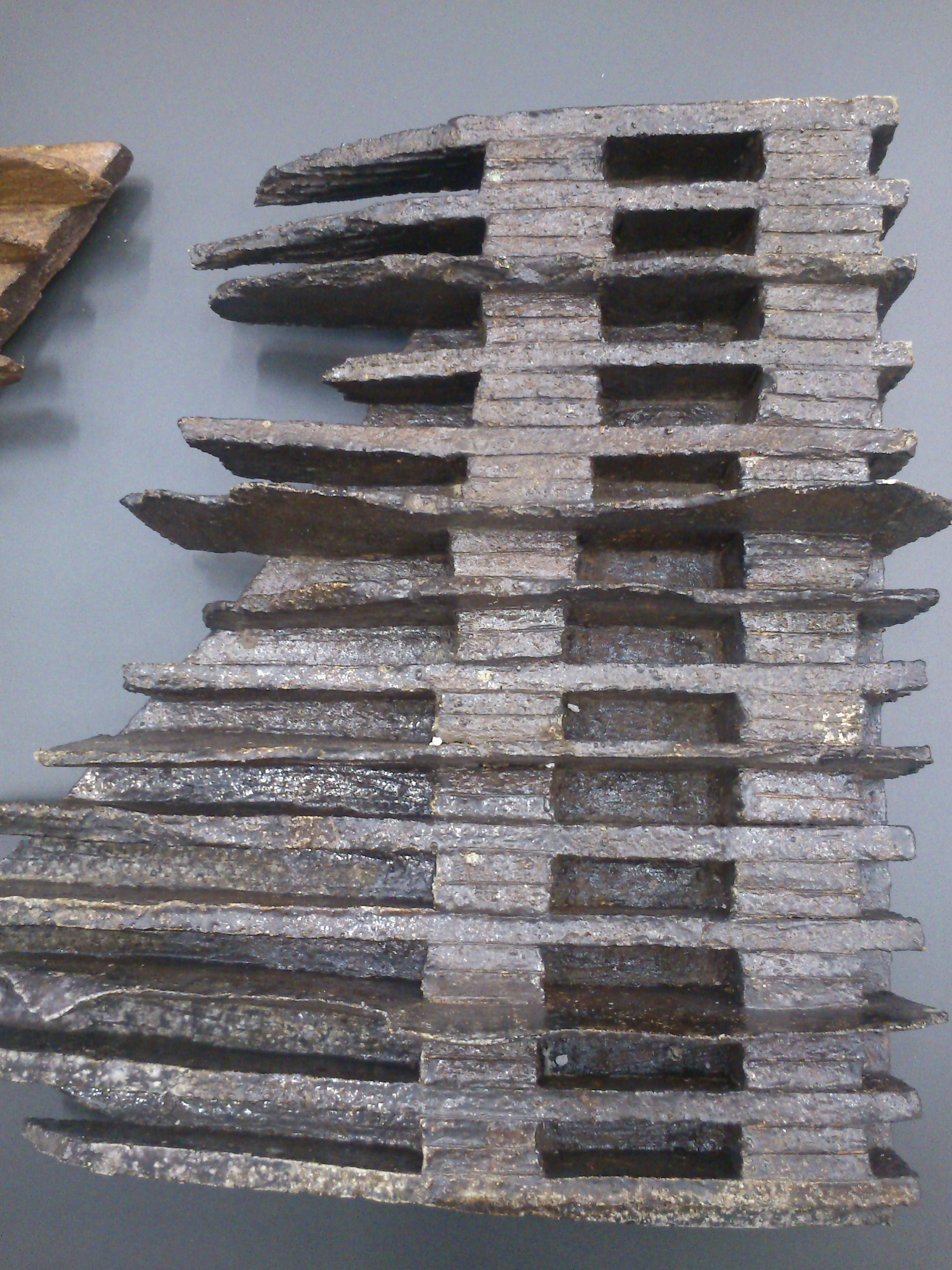